# Fronteiras
Fronteiras är en kommun i Brasilien.   Den ligger i delstaten Piauí, i den östra delen av landet, 1 300 km nordost om huvudstaden Brasília. Antalet invånare är 11 122.
Omgivningarna runt Fronteiras är huvudsakligen savann. Runt Fronteiras är det glesbefolkat, med 12 invånare per kvadratkilometer.